# Mike (miniserie)
Mike es una miniserie de drama biográfico estadounidense, creada por Steven Rogers para Hulu, basada en la vida del boxeador Mike Tyson, se estrenó en Hulu el 25 de agosto de 2022.

## Sinopsis
La serie explora la dinámica y controvertida historia de Mike Tyson, explorando los tumultuosos altibajos de la carrera de boxeo y la vida personal de Tyson, que pasó de ser un atleta mundialmente querido a un paria y viceversa. Centrando el objetivo en Mike Tyson, la serie examina la clase social en Estados Unidos, la raza en Estados Unidos, la fama y el poder de los medios de comunicación, la misoginia, la división de la riqueza, la promesa del sueño americano y, en última instancia, nuestro propio papel en la configuración de la historia de Mike.

## Elenco y personajes

### Principales
- Trevante Rhodes como Mike Tyson
- Russell Hornsby como Don King

### Recurrente
- Harvey Keitel como Cus D'Amato
- Laura Harrier como Robin Givens
- Grace Zabriskie como Camille D'Amato
- Oluniké Adeliyi como Lorna Mae: la mamá de Tyson.
- TJ Atoms como Barkim: un amigo.
- Li Eubanks como Desiree Washington

## Episodios
| N.º | Título        | Dirigido por    | Escrito por   | Fecha de emisión original | Código de prod. |
| --- | ------------- | --------------- | ------------- | ------------------------- | --------------- |
| 1   | «Thief»       | Craig Gillespie | Steven Rogers | 25 de agosto de 2022      | 1HKG01          |
| 2   | «Monster»     | Craig Gillespie | Steven Rogers | 25 de agosto de 2022      | 1HKG02          |
| 3   | «Lover»       | Craig Gillespie | Keisha Zollar | 1 de septiembre de 2022   | 1HKG03          |
| 4   | «Meal Ticket» | Craig Gillespie | Darnell Brown | 1 de septiembre de 2022   | 1HKG04          |

## Recepción

### Respuesta crítica
El sitio web del agregador de reseñas Rotten Tomatoes tiene un índice de aprobación del 45%, basándose en 29 reseñas con una calificación media de 6.40/10. El consenso crítico dice: «Este biopic no autorizado de El hombre más malo del planeta es innegablemente ambicioso, ya que sopesa las múltiples contradicciones del legendario boxeador, pero al final se desgasta con una ejecución desigual». En Metacritic, tiene una puntuación media ponderada de 53 de 100, basada en 20 reseñas, indicando «reseñas mixtas o medias».

### Reacción de Mike Tyson
Tyson no participó en la serie y criticó a Hulu por producirla.